# Liga de Fútbol de la Guayana Francesa
La Liga de Fútbol de la Guayana Francesa (en francés: Ligue de Football de la Guyane; abreviado LFG) es el organismo rector del fútbol en el Departamento de ultramar de la Guayana Francesa, y se encarga de organizar las competiciones departamentales (Campeonato Nacional de la Guayana Francesa) y los partidos internacionales de la Selección de fútbol de Guayana Francesa.
La liga regional de la Guayana Francesa se fundó el 18 de octubre de 1962. No pertenece a la FIFA pero está afiliada y subordinada a la Federación Francesa de Fútbol. Es miembro asociado a la Concacaf desde 1978.